# Штампарија манастира Рујан
Штампарија манастира Рујан основана је 1537. године у манастиру Рујан у селу Врутци, околина Ужица. Манастир је имао значајне приходе јер се у склопу његовог имања налазила бања, па је зарађиван новац улаган у отварање штампарије. Ипак, повај приход није био довољан за потребе штампања, па су монах Теодосије, игумани и монаси манастира направили типове од 250 гравираних дрвених плоча. У манастиру се штампала књига названа Рујанско четворојеванђеље.

## Рујанско четворојеванђеље
Штампарија манастира Рујно била је једна од најстаријих штампарија на Балкану. Одштампана је само једна књига, названа Рујанско четворојеванђеље, а штампао ју је монах Теодосије, који је користио дрвене типове за штампање. Манастир је у међувремену изгубио новац, па је и за даље штампање монах Теодосије морао корисити дрвене типове, штампајући Рујанско четворојеванђеље у импровизованој техници, у дуборезу израђеним словима. Једини потпуни сачуван примерак се налази У Националној библиотеци у Прагу у саставу Шафарикове збирке и има укупно 300 листова. Други, делимично оштећен примерак, са 296 листова се чува у Руској националној библиотеци у Санкт Петербургу. Народна библиотека Србије је поседовала један примерак, али је он уништен у бомбардовању Београда, 1941. године. Само један одломак, од 92 листа се чува у музеју Српске академије наука и уметности.

## Уништавање штампарије и манастира
Сазнавши за штампарију, Турци су спалили манастир до темеља, заједно са штампаријом, како би спречили даље штампање књига, 1537. године. Рујански монаси су се спасили одласком у манастир Рача. По једном запису из 1857. године, од манастирске цркве је остао само камен часне трпезе, а стубови су однесени и узидани у зграду медресе, муслиманске средње школе у Ужицу. По изградњи бране односно преграђивањем реке Ђетиње 1986. године, рушевине манастира су потопљене и налазе се на простору данашњег вештачког језера Вртуци. Нови манастир направљен је 2006. године, као наследник старог манастира Рујно.